# Berlin-Mahlsdorf
Berlin-Mahlsdorf [ˈmaːlsˌdɔʁf]  est un quartier de Berlin, faisant partie de l'arrondissement de Marzahn-Hellersdorf. L'ancien commune a été intégrée à Berlin lors de la réforme territoriale du Grand Berlin le 1er octobre 1920. Avant la réforme administrative de 2001, il faisait partie du district de Hellersdorf.
Le quartier se caractérise par son cœur du vieux village et des vastes zones bâties composées de maisons individuelles ou de deux logements. 

## Géographie

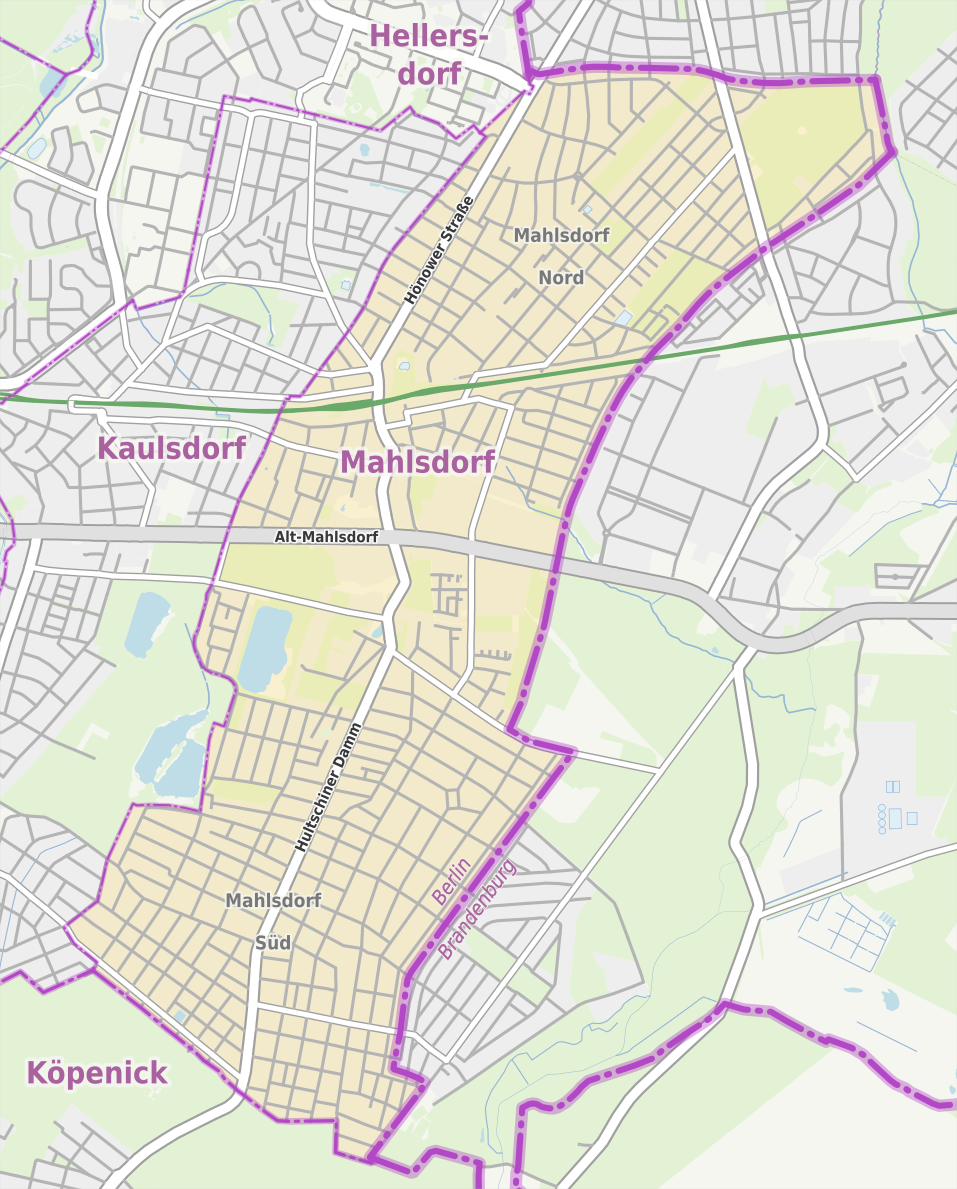
Carte de Mahlsdorf et des quartiers limitrophes.

Le quartier se trouve sur le bord du plateau de Barnim qui s’élève au nord-est de la vallée de la Sprée. La vallée de la rivière Wuhle forme la limite occidentale. Il confine au quartier de Kaulsdorf vers l'ouest ; au sud, Kaulsdorf est limitrophe de l'arrondissement de Treptow-Köpenick. Au nord et à l'est la frontière de la cité de Berlin le sépare du Land de Brandebourg. 
La ligne de chemin de fer de Prusse-Orientale, avec la gare de Berlin-Mahlsdorf, et la Bundesstraße 1/5 traversent le quartier.

## Population
Le quartier comptait 28 026 habitants le 1er janvier 2017 selon le registre des déclarations domiciliaires.

## Histoire
L'ancien village s'est développé vers la fin du XIIe siècle au cours de la colonisation germanique dans la marche de Brandebourg. L'ancienne église paroissiale date du XIIIe siècle. Situé au nord de la route de Berlin vers le pays de Lubusz et la Nouvelle-Marche, le domaine de Malterstorp était détenu par le margrave Louis l'Ancien lorsqu'il a été vendu le 25 janvier 1345. 
La gare de Mahlsdorf, sur la ligne de Prusse-Orientale au nord du village, a été ouverte en 1885. En 1920, la commune de Mahlsdorf fut rattachée à Grand Berlin.

## Transports

### Gares de S-Bahn
: 
Mahlsdorf

## Personnalités liées à Mahlsdorf
- Josep Renau (1907–1982), artiste graphique et homme politique, a vécu à Mahlsdorf ;
- Charlotte von Mahlsdorf (1928–2002), collectionneuse, fondatrice du Gründerzeit Museum ;
- Rudi Strahl (1931–2001),  dramaturge, romancier et parolier, a vécu à Mahlsdorf ;
- Jurek Becker (1937–1997), écrivain et scénariste, a vécu à Mahlsdorf ;
- Herbert Dreilich (1942–2004), chanteur de rock, a vécu à Mahlsdorf ;
- Frank Schöbel (né en 1942), chanteur, vit à Mahlsdorf ;
- Kathrin Schmidt (née en 1958), écrivaine ;
- Lisa Unruh (née en 1988), archère, grandit à Mahlsdorf.